# ميرنامه
ميرنامه - الشاعر والأمير رواية للكاتب الكردي جان دوست تتحدث عن سيرة أمير شعراء الأكراد أحمد الخاني (1651-1707). ولقد ترجمت الرواية إلى اللغة العربية من قبل الكاتب نفسه بعد ان ألفها باللغة الكردية عام 2008، وصدرت عن هيئة أبوظبي للثقافة والتراث ضمن مشروع كلمة للترجمة عام 2011.
اتسمت الرواية بلغتها المتينة واسلوبها الشاعري الذي يأخذ القاريء ليعايش الحياة الاجتماعية للاكراد. وتدور الاحداث مع أكثر من 21 شخصية تتحدث عن تجاربها وافكارها التي تأثرت مع الشخصية الرئيسية أحمد الخاني فمنهم من ائتلف معها واحبها ومنهم من اختلف مع شخصيته وتناقض معها وثار ضدها.
قصة الرواية بشكل عام تناقش العلاقة التي تكون بين المثقف والسلطة وتحتوي على قصص العشق والغدر ومواقف لحب الحياة ومقتها وتصف لحظات ملاحم البطولة والخيبة.